# Ольга Федорі
Ольга Федорі (англ. Olga Fedori, при народженні: Ольга Вікторівна Федоріщева; нар. 17 березня 1984) — американська акторка українського походження, яка грає в англомовних кіно та серіалах.  Найбільш відома через роль Фріди Петренко в медичній драмі Бі-Бі-Сі «Holby City», де вона грала з 2010 по 2012 рік і повернулася на екрани в 2017 році. 

## Життєпис
Федорі закінчила середню школу в Україні, продовжила навчання в Донецькому національному університеті, вивчаючи міжнародні відносини та право, щоб стати дипломатом; однак, після її першо курсу, вона подалася на програму обміну студентами в Канзасі, в коледжі громади графства Неошо (Neosho County Community College) разом з іншими 13 провідними українськими першокурсниками. Примітно, що вона змогла перейти від NCCC до Гарварду. Федорі закінчила Гарвардський університет з BA Cum Laude (з похвалою) і отримала нагороду «Каролін Ісенберг» у 2004 році.  Вона почала свою професійну акторську кар'єру в театрах в Нью-Йорку і Бостоні, працюючи з Джеєм Шейбом, з яким вона познайомилася, працюючи над шоу «Lorenzaccio» в Американському репертуарному театрі. Ольга, крім того, що була актрисою, вона також виступила в лондонській групі ICIA, 2006—2008.

## Кар'єра
Федорі з'явилася в фільмі «The Adventure of Earthboy і Stargirl» в головній ролі Stargirl в 2006 році.  У 2007 році вона з'явилася на британських телевізійних шоу «Skins», в яких вона грала Анку в шостому епізоді «EastEnders», граючи Аню Коваленко . 
Вона виступала як провідний жіночий персонаж Скарлетт у короткометражному фільмі «Birdfeeder», який презентували в Брайтоні 2 травня 2007 року.  
Вперше вона з'явилася у медичній драмі Бі-Бі-Сі «Голбі Сіті» 12 травня 2010 року, зобразивши характер Фріди Петренко, української медсестри і пізніше лікаря (Федорі повинна була підкреслити свій український акцент) і була включена до списку «Кращого новачка», нагороду на Національній премії телебачення 2011 року за цю роль. Вона вийшла з серіалу 15 травня 2012 року, повернувшись 12 грудня 2017 року. 
Вона грала Тетяну Романову в адаптації BBC Radio 4 роману Яна Флемінга 1955 року Джеймса Бонда «З Росії, з любов'ю» з Тобі Стівенсом в ролі Бонда.  Виставу режисував Мартін Джарвіс.

## Фільмографія
| Рік  |   | Українська назва    | Оригінальна назва | Роль           |
| ---- | - | ------------------- | ----------------- | -------------- |
| 2010 | ф | «Людина-вовк»       | The Wolfman       | циганка        |
| 2010 | с | «Голбі Сіті»        | Holby City        | Фріда Петренко |
| 2007 | с | «Мешканці Іст-Енду» | EastEnders        | Аня Коваленко  |
| 2009 | с | «Лікарі»            | Doctors           | Аня Міронов    |